# Ion Sichitiu
Ion Sichitiu, romunski general, * 1878, † 1952.